# Litovsko narodno gledališče Opera in balet
Litovsko narodno gledališče Opera in Balet (LNOBT) (litovsko Lietuvos nacionalinis operos ir baleto teatras) je operno in baletno gledališče v Vilni v Litvi. Je največje gledališče v državi, ki se zavzema za organizacijo ustvarjanja in produkcije scenskih del za glasbeno gledališče ter zagotavljanje njihovega javnega uprizarjanja na najvišji umetniški ravni. Ustanovitelj ustanove je Ministrstvo za kulturo Republike Litve.
Poslopje gledališča, ki ga je zasnovala arhitektka Elena Nijolė Bučiūtė, je bilo odprto leta 1974. Gledališče ima glavno dvorano s 1142 sedeži in sodobno opremo. Gledališka sezona traja 10 mesecev, in sicer od septembra do junija.
LNOBT želi negovati, uvajati in gojiti tradicijo nacionalnega glasbenega gledališča, razvijati tradicije sodobnega glasbenega gledališča in jih predstavljati širši javnosti, iskati umetniško utelešenje vrednot, ki so dragocene v svetovni glasbeni kulturi. Prav tako osposobiti mlade nadarjene in priznane umetnike ter izvajalce, tako iz Litve kot iz tujine, za sodelovanje v dejavnostih gledališča. Gledališče oblikuje podobo umetniške kulture države s predstavljanjem dosežkov nacionalne glasbene kulture v tujini, prav tako goji in spodbuja potrebe po profesionalni scenski umetnosti v širši družbi.
Litovsko nacionalno operno in baletno gledališče trenutno vodijo generalni direktor Jonas Sakalauskas, umetniški vodja opere Sesto Quatrini in umetniški vodja baleta Martynas Rimeikis. Glavni dirigent hišnega simfoničnega orkestra je Ričardas Šumila.

## Dejavnosti gledališča
V sezoni je družba običajno angažirana v 15 aktualnih in 4 novih operah ter daleč v enakem številu baletnih uprizoritev.
LNOBT krepi mnoga gostovanja na svetovno znanih festivalih in v liričnih gledališčih. Samo v zadnjem desetletju je bil litovski balet zastopan na mednarodnih festivalih v Evianu (Francija), Lodz, Ingolstadt (Nemčija), Washington D. C., Osaka (Japonska), v operi v Kairu, London Barbecan Hall, moskovskem Bolšoj teatru, Teatro comunale di Bologna, na drugih prizoriščih v Italiji, Španiji, Nemčiji, Sloveniji, Turčiji, Veliki Britaniji itd. Operna družba je nastopala na opernih festivalih Roncole Verdi, Savonlinna in je večkrat gostovala na Nizozemskem in v Nemčiji, na Tajvanu, na opernem festivalu Dalhalla (Švedska), v Nottinghamu (Velika Britanija) in v Varšavskem Teatru Wielki.
Zadnja desetletja so prinesla poseben zagon v dejavnosti družbe in novosti v repertoarju. Trenutno je LNOBT sodobna, napredno misleča ustanova, ki si prizadeva svojemu občinstvu predstaviti najboljše različice tako opernih kot baletnih produkcij. Repertoar gledališča je sestavljen iz klasičnih in sodobnih del, ki jih producirajo nekateri najboljši režiserji današnjega časa. Med poudarki so "Madama Butterfly" (rež. Anthony Minghella), "Turandot" (r. Robert Wilson), "Grad Modrebradca" (rež. Csaba Káel), "Ernani" (rež. Jean-Claude Berutti), "Idomeneo" (rež. Graham Vick), "Don Carlo" (rež. Gunter Kramer), "La boheme" (rež. Cristina Muti), "Piaf" (zbor. Mauro Bigonzetti), "Le Corsaire" (zbor. Manuel Legris), "Der Prozess" (zbor. Martynas Rimeikis) itd. LNOBT sodeluje v koprodukciji z nekaterimi vodilnimi svetovnimi gledališči, kot so Metropolitanska opera New York, San Francisco a, Teatro Real v Madridu, Houston Grand Opera, Angleška nacionalna opera, Izraelska opera in druge ugledne ustanove.
LNOBT je vzpostavil tudi tradicijo poletnih predstav na dvorišču gradu Trakai. Prvič je dogodek potekal leta 2001, od takrat so se večeri izkazali za izjemno priljubljene tako med lokalnimi gledalci kot obiskovalci.
Litovsko operno in baletno gledališče je pogosto prizorišče uradnih državnih dogodkov, različnih festivalov in praznovanj in koncertov. Je največje gledališče in eno najpomembnejših kulturnih središč v Litvi.
Latvijsko narodno gledališče Opera in Balet je član ISPA (International Society for the Performing Arts), Opera Europa in RESEO (Evropska mreža izobraževalnih oddelkov v opernih hišah).